# Мігель (хореограф)
Мігель (справжнє ім'я — Сергій Мігельйович Шестеперов; нар. 21 липня 1982, Химки, Московська область, РРФСР, СРСР) — російський режисер, хореограф, співак, продюсер, наставник і член журі шоу «Танці» на ТНТ.
Мігель познайомився зі своїм батьком, який у 80-ті повернувся на Кубу, тільки в 2014 році.
Закінчив Московський державний університет культури і мистецтв.

## Творча діяльність
- 1999-2003 рр. — артист балету мюзиклу про шоу-бізнес «Метро»[3]. Там від колег отримав прізвисько Мігель[2].
- 2002-2004 — соліст балету мюзиклу «Нотр-Дам де Парі».
- 2004 — артист мюзиклу «Ромео і Джульєтта»[4], який, за його словами, виявився найбільш значущим для його творчої кар'єри.
- У 2004 (вересень-грудень) році Мігель став учасником телепроєкту Першого каналу «Фабрика зірок»[5] під керівництвом Алли Пугачової.
- 2008-2014 — працює хореографом і режисером-постановником різних шоу, модних показів у театральних виставах в Росії та Україні.
- 2014-2020 — наставник і член журі[6] проекту «Танці» на ТНТ.

### Цирк
У 2010 році Мігеля запросили хореографом у театралізоване циркове шоу «Таємниця слонів-велетнів», цирку на Фонтанці у місті Санкт-Петербурзі, під керівництвом Таїсії Корнілової. Шоу було номіновано на державну премію Росії  і Санкт-Петербурга. Пізніше, в 2012 році Мігель ставив хореографію в цирковому шоу Діамантового цирку Якутії для виступу в Королівському цирку (Брюссель, Бельгія) і в цирку Нікуліна (Москва).

### Кліпи
У 2011 році Мігель починає тісно співпрацювати з українським режисером і кліпмейкером Аланом Бадоєвим. Результатом їхньої спільної роботи стає музичне відео Макса Барських на пісню «Студент», у якому Мігель виступив в якості хореографа. Услід за цим послідували роботи над музичним відео Diana Diez & Kostas Martakis «Sex Indigo», Валерія Меладзе «Побудь зі мною», Аліна Артц «Прекрасна брехня», Зари і Олександра Розенбаума «Любов на біс» і багато інших. З останніх робіт — постановка музичного відео  на кліп Антона Бєляєва на пісню My love Is Like. 

### Телевізійні проекти
Навесні 2011 року в ефірі українського телеканалу «Інтер» стартувало грандіозне танцювальне шоу «Майдан's». Одним з ідейних натхненників телешоу став Мігель, який працював головним хореографом, музичним продюсером, а також членом журі. Проект «Майдан's» офіційно був внесений в Книгу рекордів Гіннесса як найбільш масштабний і масовий проект у світі.
У 2011 році Мігель продюсував і ставив номери для групи «Нереальні Пацани» в рамках шоу-талантів «Шоу № 1» на телеканалі Інтер, Україна. За 9 тижнів команда прийшла до перемоги. Після закінчення шоу Мігель вирішив продовжити роботу з групою. У лютому 2012 року група з оновленою назвою «Нереальні» стала учасником національного відбору Євробачення 2012, посівши у фіналі 4. місце з піснею «Just a Dream». Режисером і хореографом номеру став Мігель.
Восени 2012 року в ефірі українського телеканалу «Новий канал» стартувало нове шоу формату Endemol «ШоумаЅтгоуон, де 8 артистів перевтілювалися в ідолів сцени усіх часів і народів — від Леді Ґаґи і Фредді Мерк’юрі до Валерія Леонтьєва та Софії Ротару. Учасники представляли максимально складні й несподівані образи: значно молодше або старіше себе, в тому числі і протилежної статі. Образи кожного ефіру знаменитості вибирали за допомогою жеребу. Режисерами телешоу стали Мігель і Олег Бондарчук, розділивши між собою в кожному ефірі по 4 виконавця.

### Шоу «Танці» на каналі ТНТ
Перший сезон російського танцювального проекту «Танці» стартував в ефірі каналу ТНТ 23 серпня 2014 року. Мігель разом з хореографом Єгором Дружиніним став наставником проекту, а також членом журі. У четвертому сезоні проекту на місце Єгора Дружиніна прийшла Тетяна Денисова, хореограф з України, яка вже з'являлася в шоу в якості запрошеного члена журі у третьому сезоні.
Один з номерів першого сезону проекту отримав несподіваний розвиток. У постановочному номері за участю всіх танцівників своєї команди Мігель використовував трек «No Twerk» канадського діджея Apashe. Після виходу в ефір виступ набрав величезну кількість переглядів в інтернеті, а популярність треку Apashe в Росії різко зросла. Канадський діджей, натхненний несподіваним успіхом, запропонував творцям проекту «Танці на ТНТ» зняти кліп на своє творіння і спеціально для відео зробив нову версію «No Twerk». У кліпі знялися хореографів учасники команди Мігеля з шоу «Танці на ТНТ». Кліп побачили не тільки в Росії, але і в США і Японії.
Багато в чому завдяки кліпу Мігелю вдалося запросити в один з випусків другого сезону проекту «Танці на ТНТ» всесвітньо відомого хореографа Джонте, який працював з Бейонсе, Джанет Джексон та Брітні Спірс.

### Продюсування
З листопада 2011 року Мігель зайнявся продюсуванням музичної групи «Нереальні», яка перемогла на українському телепроєкті «Шоу № 1». Через 4 місяці група зайняла 4-е місце на українському національному відборі Євробачення 2012. А у серпні 2012 року «Нереальні» вибороли премію «Золота зірка Алли» Пугачової в рамках «Крим Мюзік Фест».

### Позаефірна діяльність
У лютому 2016 року в Москві почав роботу танцювальний центр «PROТАНЦЫ», відкритий творцями шоу «ТАНЦІ» на ТНТ, продюсерами компанії Comedy Club Production. Мігель став креативним продюсером центру. На сьогоднішній день «PROТАНЦЫ» є одним з найбільших танцювальних центрів в Росії, де викладають професійні педагоги, відомі хореографи, фітнес-інструктори, а також іноземні танцівники світового рівня.

## Проекти
Хореограф, режисер-постановник проектів:
- 2008 — показ Кіри Пластініної «Love»
- 2008 — показ Маші Цигаль в рамках Ukrainian Fashion Week в Москві
- 2008-2009 — церемонія «Playboy Playmate of the Year»
- 2009 — номер виконавиці Inga&Anush на конкурсі Євробачення
- 2011 — презентація Mercedes-Benz SLS AMG в Росії
- 2010 — театралізоване циркове шоу «Таємниця слонів-велетнів» в цирку на Фонтанці
- 2012 — показ колекції «Майстерня чудес» осінь-зима 2012/13 російського дизайнера Сабіни Горелік в рамках Mercedes-Benz Fashion Week Russia
- 2012 — флешмоб для компанії BOSCO на честь презентації нової форми олімпійської збірної Росії
- 2012 — концерт солістки групи «Алібі» Ангеліни Завальської «Revelation»
- 2012 — третій день «Крим Мюзік Фест» (Ялта, Україна)
- 2013 — Телешоу «Один в один!» (перший сезон) на Першому каналі, режисер
- 2013 — Телешоу «Універсальний артист» на Першому каналі, режисер
- 2013 — Телешоу «Хочу V ВІА Гру» на НТВ, режисер концертних номерів і хореограф
- 2014 — Телешоу «Велика перерва» на НТВ, режисер
- 2014 — Телешоу «Як Дві Краплі» на ТРК Україна, режисер
- 2014 — Телешоу «Один в один» (другий сезон) на каналі Росія 1, режисер
- 2014 — Концертна програма гурту ВІА Гра, режисер і хореограф
- 2015 — режисер 3-го сезону шоу «Один на один» на каналі Росія 1
- 2015 — теп. час — креативний директор танцювального центру «PROТАНЦЫ» (Москва, Росія)
- 2016 — режисер 4-го сезону шоу «Один в один — Битва сезонів»
- 2016 — креативний продюсер першого танцювального Табору PROТАНЦЫ» (Сочі, Росія)
- 2016 — режисер — постановник церемонії відкриття премії «ТЕФІ 2016»

## Телепроєкти
- 2011 — святковий телевізійний концерт до 15-річчя телеканалу «Інтер» (Україна)
- 2011-2012 — театралізоване циркове шоу «Рудий Нік і майстерня чудес 4D» телевізійний концерт до 23 Лютого і 8 Березня на телеканалі «Інтер» (Україна)
- 2012 — Шоу «ШоумаЅтгоуон»[25] (Новий канал, Україна)
- 2013 — Шоу «Один в один» (Перший канал, Росія)
- 2013 — Шоу «Універсальний артист» (Перший канал, Росія)
- 2013 — Шоу «Хочу V ВІА Гру» (канал НТВ, Росія)
- 2014 — Шоу «Велика Перерва» (канал НТВ, Росія)
- 2014 — Шоу Як Дві Краплі (канал ТРК Україна)
- 2014 — Шоу «Один в один» (канал Росія 1)
- 2014 — Концертна програма гурту «Віа Гра»
- 2014-2021 — шоу «ТАНЦІ» (канал ТНТ, Росія)
- 2016 — шоу «ТАНЦІ. Битва сезонів»[26] (канал ТНТ, Росія)
- 2016 — «Кіношоу» (канал НТВ, Росія)
- 2017 — «Гроші чи ганьба: Black Edition» (Канал ТНТ4, Росія)
- 2018 — шоу «ПІСНІ» (канал ТНТ, Росія) — режисер

## Театр
Танцівник:
- 1999-2003 — мюзикл «Метро» (реж. Януш Юзефович)
- 2002-2004 — мюзикл «Нотр-Дам де Парі»
- 2004 — мюзикл «Ромео і Джульєтта»

## Фільмографія
Актор:
- 2002 — «Бригада» (8 серія, епізодична роль Діда Мороза)
- 2018 — «Універ. Нова общага» (камео)
- 2020 — «Гусар» (камео)

Хореограф, режисер-постановник:
- 2009 — «Гітлер капут!» (хореограф)
- 2009 — «Веселуни» (хореограф)
- 2010 — «Ржевський проти Наполеона» (хореограф)
- 2011 — «Легенда. Людмила Гурченко» (хореограф)[27]